# Nojals-et-Clotte
Nojals-et-Clotte är en kommun i departementet Dordogne i regionen Nouvelle-Aquitaine i sydvästra Frankrike. Kommunen ligger i kantonen Beaumont-du-Périgord som tillhör arrondissementet Bergerac. År 2018 hade Nojals-et-Clotte 227 invånare.

## Befolkningsutveckling
Antalet invånare i kommunen Nojals-et-Clotte
Referens:INSEE